# Belvidere (New Jersey)
Belvidere – miasto w Stanach Zjednoczonych, w stanie New Jersey, w hrabstwie Warren.